# Llista de monuments del Tarragonès
Aquesta és la llista de monuments del Tarragonès inclosos en l'Inventari del Patrimoni Arquitectònic Català per la comarca del Tarragonès. Inclou els inscrits en el Registre de Béns Culturals d'Interès Nacional (BCIN) amb la classificació de monument o conjunt històric, els Béns Culturals d'Interès Local (BCIL) de caràcter immoble i la resta de béns arquitectònics integrants del patrimoni cultural català.

## Altafulla
| Monument                                    | Protecció       | Estil/època                          | Localització                             | Coordenades                                          | Codi?         | Imatge |
| ------------------------------------------- | --------------- | ------------------------------------ | ---------------------------------------- | ---------------------------------------------------- | ------------- | --- |
| Castell d'Altafulla                         | BCIN 466-MH     | Renaixement XVII                     | Altafulla Pl. de l'Església              | 41° 08′ 34″ N, 1° 22′ 33″ E / 41.142722°N,1.375904°E | RI-51-0006567 | Castell d'Altafulla · Vegeu més fotos d'aquest monument · Carregueu una nova foto d'aquest monument                           |
| Torrassa de Sant Antoni                     | BCIN 467-MH     | Obra popular XIX                     | Altafulla Camí de l'Ermita               | 41° 08′ 52″ N, 1° 22′ 22″ E / 41.147702°N,1.372794°E | RI-51-0006569 | Torrassa de Sant Antoni (Altafulla) · Vegeu més fotos d'aquest monument · Carregueu una nova foto d'aquest monument           |
| Muralla d'Altafulla                         | BCIN 759-MH     | Gòtic, obra popular XIV              | Altafulla Ronda d'Altafulla              | 41° 08′ 29″ N, 1° 22′ 33″ E / 41.141389°N,1.375747°E | RI-51-0006568 | Muralla d'Altafulla · Vegeu més fotos d'aquest monument · Carregueu una nova foto d'aquest monument                           |
| Nucli antic d'Altafulla                     | BCIN 1962-CH-EN | Gòtic, racionalisme Medieval         | Altafulla Nucli històric                 | 41° 08′ 32″ N, 1° 22′ 34″ E / 41.142264°N,1.376157°E | RI-53-0000495 | Nucli antic d'Altafulla · Vegeu més fotos d'aquest monument · Carregueu una nova foto d'aquest monument                       |
| Església parroquial de Sant Martí           | BCIL 2004       | Barroc, neoclassicisme XVIII         | Altafulla Pl. de l'Església              | 41° 08′ 34″ N, 1° 22′ 34″ E / 41.142804°N,1.376233°E | IPA-12203     | Església parroquial de Sant Martí (Altafulla) · Vegeu més fotos d'aquest monument · Carregueu una nova foto d'aquest monument |
| Ermita de Sant Antoni                       | BCIL 2004       | Barroc XVIII                         | Altafulla Camí de l'ermita (500 m nucli) | 41° 08′ 53″ N, 1° 22′ 21″ E / 41.147984°N,1.372470°E | IPA-12204     | Ermita de Sant Antoni (Altafulla) · Vegeu més fotos d'aquest monument · Carregueu una nova foto d'aquest monument             |
| Les Botigues de Mar                         | BCIL 2004       | Obra popular XVIII                   | Altafulla C. de les Botigues de Mar      | 41° 08′ 03″ N, 1° 22′ 44″ E / 41.134233°N,1.378969°E | IPA-12205     | Les Botigues de Mar (Altafulla) · Vegeu més fotos d'aquest monument · Carregueu una nova foto d'aquest monument               |
| Casa de la Vila                             | BCIL 2004       | Obra popular XIX                     | Altafulla Pl. del Pou, 1                 | 41° 08′ 32″ N, 1° 22′ 36″ E / 41.14234°N,1.37680°E   | IPA-12206     | Casa de la Vila (Altafulla) · Vegeu més fotos d'aquest monument · Carregueu una nova foto d'aquest monument                   |
| Casa Yxart, o Ca l'Ixart, antiga Casa Vives | BCIL 2004       | Barroc XII, XVII                     | Altafulla Pl. Pou - C. del Forn          | 41° 08′ 33″ N, 1° 22′ 36″ E / 41.14240°N,1.37669°E   | IPA-12207     | Casa Yxart (Altafulla) · Vegeu més fotos d'aquest monument · Carregueu una nova foto d'aquest monument                        |
| Hospital de Pelegrins                       | BCIL 2004       | Renaixement XVI                      | Altafulla Pl. Pou, 14                    | 41° 08′ 34″ N, 1° 22′ 37″ E / 41.14268°N,1.37690°E   | IPA-12208     | Hospital de Pelegrins (Altafulla) · Vegeu més fotos d'aquest monument · Carregueu una nova foto d'aquest monument             |
| Casa de la Mare de Déu                      | BCIL 2004       | Obra popular, gòtic-renaixement XVII | Altafulla Pl. de l'Església - C. Forn    | 41° 08′ 34″ N, 1° 22′ 34″ E / 41.142662°N,1.376172°E | IPA-12209     | Casa de la Mare de Déu (Altafulla) · Vegeu més fotos d'aquest monument · Carregueu una nova foto d'aquest monument            |
| Casa Rectoral, o Abadia, Fòrum              | BCIL 2004       | Obra popular XVII                    | Altafulla Pl. de l'Església              | 41° 08′ 34″ N, 1° 22′ 34″ E / 41.142804°N,1.376233°E | IPA-12210     | Casa Rectoral (Altafulla) · Vegeu més fotos d'aquest monument · Carregueu una nova foto d'aquest monument                     |
| Casa del Sau, o Casa Gatell                 | BCIL 2004       | Barroc, obra popular XVII            | Altafulla C. del Cup                     | 41° 08′ 31″ N, 1° 22′ 31″ E / 41.142060°N,1.375401°E | IPA-12211     | Casa del Sau (Altafulla) · Vegeu més fotos d'aquest monument · Carregueu una nova foto d'aquest monument                      |
| Casa Robert                                 | BCIL 2004       | Barroc XVIII                         | Altafulla La Placeta                     | 41° 08′ 31″ N, 1° 22′ 31″ E / 41.141880°N,1.375405°E | IPA-12212     | Casa Robert (Altafulla) · Vegeu més fotos d'aquest monument · Carregueu una nova foto d'aquest monument                       |
| Cases d'Altafulla                           | BCIL 2004       | Barroc XVIII                         | Altafulla Ravals entorn de la Vila Closa | 41° 08′ 30″ N, 1° 22′ 31″ E / 41.141561°N,1.375352°E | IPA-12213     | Cases d'Altafulla · Vegeu més fotos d'aquest monument · Carregueu una nova foto d'aquest monument                             |
| Barraques de vinya                          | BCIL 2004       | Obra popular                         | Altafulla Camí del cementiri             | 41° 08′ 44″ N, 1° 22′ 49″ E / 41.145517°N,1.380238°E | IPA-12214     | Barraques de vinya (Altafulla) · Vegeu més fotos d'aquest monument · Carregueu una nova foto d'aquest monument                |
| CEIP La Portalada                           |                 | Escola de Barcelona 1987-1991        | Altafulla Pl. Portalada                  | 41° 08′ 28″ N, 1° 22′ 07″ E / 41.14119°N,1.36853°E   | IPA-46488     | Carregueu una nova foto d'aquest monument                                                                                     |

## Canonja, la
| Monument                                                      | Protecció    | Estil/època                   | Localització                           | Coordenades                                              | Codi?     | Imatge |
| ------------------------------------------------------------- | ------------ | ----------------------------- | -------------------------------------- | -------------------------------------------------------- | --------- | --- |
| Castell de Masricart                                          | BCIN 1600-MH | Gòtic tardà XVI-XVIII         | La Canonja Plaça del Castell, 1        | 41° 07′ 10″ N, 1° 10′ 59″ E / 41.11935°N,1.18316°E       | IPA-1803  | Castell de Masricart (la Canonja) · Vegeu més fotos d'aquest monument · Carregueu una nova foto d'aquest monument                          |
| Església parroquial de Sant Sebastià                          | BCIL 2017    | Neoclassicisme XVIII          | La Canonja Pl. de l'Església           | 41° 07′ 25″ N, 1° 10′ 43″ E / 41.123489°N,1.178675°E     | IPA-12593 | Església parroquial de Sant Sebastià (la Canonja) · Vegeu més fotos d'aquest monument · Carregueu una nova foto d'aquest monument          |
| Abadia de la Canonja                                          | BCIL 2017    | Gòtic XV                      | La Canonja Pl. de l'Església           | 41° 07′ 24″ N, 1° 10′ 43″ E / 41.123443°N,1.178493°E     | IPA-12594 | Abadia de la Canonja · Vegeu més fotos d'aquest monument · Carregueu una nova foto d'aquest monument                                       |
| Casal Orfeó Canongí                                           | BCIL 2017    | Noucentisme XX                | La Canonja Plaça Mestre Josep Gols     | 41° 07′ 19″ N, 1° 10′ 44″ E / 41.122075°N,1.178857°E     | IPA-12595 | Casal Orfeó Canongí (la Canonja) · Vegeu més fotos d'aquest monument · Carregueu una nova foto d'aquest monument                           |
| Casa del General                                              |              | Obra popular XVI              | La Canonja C. del Bisbe Borràs, 36     | 41° 07′ 28″ N, 1° 10′ 45″ E / 41.124444°N,1.179167°E     | IPA-12596 | Casa del General (la Canonja) · Vegeu més fotos d'aquest monument · Carregueu una nova foto d'aquest monument                              |
| Casa Xatruch                                                  | BCIL 2017    | Modernisme XIX                | La Canonja C. del Raval, 14            | 41° 07′ 22″ N, 1° 10′ 44″ E / 41.12265°N,1.178978°E      | IPA-12597 | Casa Xatruch (la Canonja) · Vegeu més fotos d'aquest monument · Carregueu una nova foto d'aquest monument                                  |
| Edifici d'habitatges del carrer Raval, 20                     | BCIL 2017    | Obra popular XIX              | La Canonja C. del Raval, 20            | 41° 07′ 21″ N, 1° 10′ 45″ E / 41.122433°N,1.179127°E     | IPA-12598 | Edifici d'habitatges del carrer Raval, 20 (la Canonja) · Vegeu més fotos d'aquest monument · Carregueu una nova foto d'aquest monument     |
| Església de Masricart, o Parròquia de la Verge de l'Esperança |              | Obra popular, Renaixement XVI | La Canonja C. Major de Masricart, 8-10 | 41° 07′ 07″ N, 1° 11′ 01″ E / 41.118726°N,1.18355°E      | IPA-12599 | Església de Masricart (la Canonja) · Vegeu més fotos d'aquest monument · Carregueu una nova foto d'aquest monument                         |
| Edifici d'habitatges del carrer Masricart, 42                 | BCIL 2017    | Eclecticisme XX               | La Canonja C. Masricart, 40-42         | 41° 07′ 10″ N, 1° 10′ 57″ E / 41.119519°N,1.182477°E     | IPA-12600 | Edifici d'habitatges del carrer Masricart, 42 (la Canonja) · Vegeu més fotos d'aquest monument · Carregueu una nova foto d'aquest monument |
| Edifici d'habitatges del carrer Masricart, 50                 | BCIL 2017    | Obra popular XX               | La Canonja C. Masricart, 50            | 41° 07′ 09″ N, 1° 10′ 58″ E / 41.119279°N,1.182736°E     | IPA-12601 | Edifici d'habitatges del carrer Masricart, 50 (la Canonja) · Vegeu més fotos d'aquest monument · Carregueu una nova foto d'aquest monument |
| Torre del Moro                                                |              |                               | La Canonja                             | 41° 07′ 27″ N, 1° 10′ 45″ E / 41.12421376°N,1.17923204°E | IPA-41414 | Carregueu una nova foto d'aquest monument                                                                                                  |
| Ajuntament de la Canonja                                      | BCIL 2017    | Neoclassicisme XIX            | La Canonja C. del Raval, 11            | 41° 07′ 22″ N, 1° 10′ 44″ E / 41.12282°N,1.17891°E       | IPA-45609 | Carregueu una nova foto d'aquest monument                                                                                                  |
| Societat la Nova Amistat, el Casino                           | BCIL 2017    | XX                            | La Canonja C. del Raval, 23-25         | 41° 07′ 22″ N, 1° 10′ 45″ E / 41.12266°N,1.17919°E       | IPA-45610 | Carregueu una nova foto d'aquest monument                                                                                                  |
| Mas la Boella                                                 | BCIL 2017    | Historicisme XIX              | La Canonja Ctra. T-11 a Reus, km 12    | 41° 08′ 04″ N, 1° 10′ 07″ E / 41.13443°N,1.16871°E       | IPA-45611 | Mas la Boella (la Canonja) · Vegeu més fotos d'aquest monument · Carregueu una nova foto d'aquest monument                                 |
| Habitatge unifamiliar al carrer Versalles, 2                  | BCIL 2017    | XX                            | La Canonja C. Versalles, 2             | 41° 07′ 20″ N, 1° 10′ 48″ E / 41.12220°N,1.18000°E       | IPA-45612 | Carregueu una nova foto d'aquest monument                                                                                                  |
| Edifici d'habitatges al carrer Raval, 22                      | BCIL 2017    | XX                            | La Canonja C. Raval, 22                | 41° 07′ 20″ N, 1° 10′ 45″ E / 41.12235°N,1.17915°E       | IPA-45613 | Carregueu una nova foto d'aquest monument                                                                                                  |
| Edifici d'habitatges al carrer Raval, 18                      | BCIL 2017    | XIX                           | La Canonja C. Raval, 18                | 41° 07′ 21″ N, 1° 10′ 45″ E / 41.12251°N,1.17909°E       | IPA-45614 | Carregueu una nova foto d'aquest monument                                                                                                  |
| Inscripció romana a la façana del castell de Masricart        | BCIL 2017    |                               | La Canonja Pl. del Castell, 1          | 41° 07′ 10″ N, 1° 10′ 59″ E / 41.11935°N,1.18316°E       | IPA-45615 | Carregueu una nova foto d'aquest monument                                                                                                  |
| Nucli de Masricart                                            | BCIL 2017    |                               | La Canonja                             | 41° 07′ 09″ N, 1° 11′ 00″ E / 41.1191°N,1.1834°E         | IPA-45616 | Nucli de Masricart (la Canonja) · Vegeu més fotos d'aquest monument · Carregueu una nova foto d'aquest monument                            |
| Nucli de la Canonja                                           | BCIL 2017    |                               | La Canonja                             | 41° 07′ 25″ N, 1° 10′ 43″ E / 41.1236°N,1.1786°E         | IPA-45617 | Nucli de la Canonja · Vegeu més fotos d'aquest monument · Carregueu una nova foto d'aquest monument                                        |

## Catllar, el
| Monument                                      | Protecció   | Estil/època                   | Localització                                         | Coordenades                                          | Codi?         | Imatge |
| --------------------------------------------- | ----------- | ----------------------------- | ---------------------------------------------------- | ---------------------------------------------------- | ------------- | --- |
| Castell del Catllar                           | BCIN 670-MH | Romànic XIII                  | El Catllar Pl. del Castell                           | 41° 10′ 32″ N, 1° 19′ 28″ E / 41.175477°N,1.324469°E | RI-51-0006614 | Castell del Catllar · Vegeu més fotos d'aquest monument · Carregueu una nova foto d'aquest monument                                    |
| Fàbrica de paper                              |             | Obra popular XVIII-XIX        | El Catllar Camí de Mas Moragues                      | 41° 10′ 45″ N, 1° 19′ 42″ E / 41.179265°N,1.328426°E | IPA-12216     | Carregueu una nova foto d'aquest monument                                                                                              |
| Cal Boronat o Casa Fortuny                    |             | Modernisme XX (1907)          | El Catllar C. Cavallers, 6                           | 41° 10′ 32″ N, 1° 19′ 31″ E / 41.175482°N,1.325322°E | IPA-12217     | Cal Boronat (el Catllar) · Vegeu més fotos d'aquest monument · Carregueu una nova foto d'aquest monument                               |
| Casa del carrer Major, 17, casa del segle xvi |             | Obra popular, gòtic tardà XVI | El Catllar C. Major, 17                              | 41° 10′ 31″ N, 1° 19′ 33″ E / 41.175317°N,1.325866°E | IPA-12218     | Casa del carrer Major, 17 (el Catllar) · Vegeu més fotos d'aquest monument · Carregueu una nova foto d'aquest monument                 |
| Església parroquial de Sant Joan Baptista     | BCIL 1982   | Barroc XVIII                  | El Catllar Pl. de l'Església                         | 41° 10′ 30″ N, 1° 19′ 33″ E / 41.174967°N,1.325761°E | IPA-12219     | Església parroquial de Sant Joan Baptista (el Catllar) · Vegeu més fotos d'aquest monument · Carregueu una nova foto d'aquest monument |
| L'Agulla                                      |             | Obra popular XVIII            | El Catllar Camí de la Farga                          | 41° 10′ 38″ N, 1° 19′ 35″ E / 41.177206°N,1.326261°E | IPA-12220     | L'Agulla (el Catllar) · Vegeu més fotos d'aquest monument · Carregueu una nova foto d'aquest monument                                  |
| Molí del Fortuny                              |             | Obra popular XVIII            | El Catllar En un descampat a l'esquerra del riu Gaià | 41° 10′ 23″ N, 1° 20′ 27″ E / 41.173164°N,1.340780°E | IPA-12221     | Molí del Fortuny (el Catllar) · Vegeu més fotos d'aquest monument · Carregueu una nova foto d'aquest monument                          |

## Constantí
Vegeu llista de monuments de Constantí.

## Creixell
| Monument                                    | Protecció       | Estil/època                                 | Localització                   | Coordenades                                          | Codi?         | Imatge |
| ------------------------------------------- | --------------- | ------------------------------------------- | ------------------------------ | ---------------------------------------------------- | ------------- | --- |
| Castell de Creixell                         | BCIN 713-MH-EN  | Obra popular Medieval, XVII                 | Creixell C. de l'Església      | 41° 10′ 06″ N, 1° 26′ 28″ E / 41.168254°N,1.44114°E  | RI-51-0006618 | Castell de Creixell · Vegeu més fotos d'aquest monument · Carregueu una nova foto d'aquest monument                          |
| Torre de Ca la Miquelina, o Casa Àlvarez    | BCIN 714-MH-EN  | Obra popular, gòtic tardà XIV, XVII         | Creixell C. Església, 23       | 41° 10′ 04″ N, 1° 26′ 30″ E / 41.1679°N,1.441726°E   | RI-51-0006619 | Torre de Ca la Miquelina (Creixell) · Vegeu més fotos d'aquest monument · Carregueu una nova foto d'aquest monument          |
| Torre de Cal Jeroni                         | BCIN 4147-MH-EN | Gòtic XIV                                   | Creixell Pl. Major, 1          | 41° 10′ 04″ N, 1° 26′ 27″ E / 41.167907°N,1.440763°E | IPA-30846     | Torre de Cal Jeroni (Creixell) · Vegeu més fotos d'aquest monument · Carregueu una nova foto d'aquest monument               |
| Torre de Cal Xacó, o Cal Cabaler            | BCIN 4148-MH-EN | Gòtic XIV                                   | Creixell C. Sant Jaume, 4-6    | 41° 10′ 06″ N, 1° 26′ 25″ E / 41.168423°N,1.440295°E | IPA-30847     | Torre de Cal Xacó (Creixell) · Vegeu més fotos d'aquest monument · Carregueu una nova foto d'aquest monument                 |
| Ermita de la Verge de Fàtima                | BCIL 1992       | Obra popular XX (1952)                      | Creixell C. Velázquez, la Coma | 41° 10′ 26″ N, 1° 26′ 24″ E / 41.173938°N,1.439997°E | IPA-12238     | Ermita de la Verge de Fàtima (Creixell) · Vegeu més fotos d'aquest monument · Carregueu una nova foto d'aquest monument      |
| Mas Gibert                                  | BCIL 1992       | Gòtic tardà, obra popular XVI               | Creixell Camí de Bonastre      | 41° 11′ 54″ N, 1° 25′ 16″ E / 41.198426°N,1.421122°E | IPA-12239     | Mas Gibert (Creixell) · Vegeu més fotos d'aquest monument · Carregueu una nova foto d'aquest monument                        |
| Mas Mercader i capella de Santa Teresa      | BCIL 1992       | Eclecticisme, obra popular XVII, XIX        | Creixell Camí de Bonastre      | 41° 11′ 07″ N, 1° 25′ 06″ E / 41.185201°N,1.418269°E | IPA-12240     | Mas Mercader (Creixell) · Vegeu més fotos d'aquest monument · Carregueu una nova foto d'aquest monument                      |
| Església parroquial de Sant Jaume           | BCIL 1992       | Gòtic, Renaixement XIV, XVII, XX            | Creixell Pl. de l'Església     | 41° 10′ 04″ N, 1° 26′ 31″ E / 41.167887°N,1.44191°E  | IPA-12241     | Església parroquial de Sant Jaume (Creixell) · Vegeu més fotos d'aquest monument · Carregueu una nova foto d'aquest monument |
| Botigues de Mar                             | BCIL 1992       | Obra popular XVIII-XIX                      | Creixell Platja de Creixell    | 41° 09′ 37″ N, 1° 27′ 04″ E / 41.160282°N,1.451147°E | IPA-41083     | Botigues de Mar (Creixell) · Vegeu més fotos d'aquest monument · Carregueu una nova foto d'aquest monument                   |
| Campanar de Sant Jaume, o campanar de Jujol | BCIL 1992       | Modernisme Josep Maria Jujol XX (1911-1929) | Creixell Pl. de l'Església     | 41° 10′ 05″ N, 1° 26′ 31″ E / 41.168039°N,1.441972°E | IPA-41084     | Campanar de Sant Jaume (Creixell) · Vegeu més fotos d'aquest monument · Carregueu una nova foto d'aquest monument            |

## Morell, el
| Monument                                                           | Protecció    | Estil/època                   | Localització                                      | Coordenades                                          | Codi?         | Imatge |
| ------------------------------------------------------------------ | ------------ | ----------------------------- | ------------------------------------------------- | ---------------------------------------------------- | ------------- | --- |
| Casal dels Montoliu, dit El Castell                                | BCIN 1104-MH | Neoclassicisme XVIII          | El Morell Plaça de l'Era del Castell              | 41° 11′ 32″ N, 1° 12′ 31″ E / 41.192197°N,1.208627°E | RI-51-0006655 | Casal dels Montoliu (el Morell) · Vegeu més fotos d'aquest monument · Carregueu una nova foto d'aquest monument               |
| Església parroquial de Sant Martí                                  | BCIL 2002    | Barroc XVIII                  | El Morell Pl. de l'Església                       | 41° 11′ 32″ N, 1° 12′ 32″ E / 41.192101°N,1.208869°E | IPA-12243     | Església parroquial de Sant Martí (el Morell) · Vegeu més fotos d'aquest monument · Carregueu una nova foto d'aquest monument |
| Casa del Marquès de Vallgornera                                    | BCIL 2002    | Obra popular XVI              | El Morell Pl. de la Font, 15                      | 41° 11′ 34″ N, 1° 12′ 31″ E / 41.192806°N,1.208735°E | IPA-12244     | Casa del Marquès de Vallgornera (el Morell) · Vegeu més fotos d'aquest monument · Carregueu una nova foto d'aquest monument   |
| Casa Baldric                                                       | BCIL 2002    | Obra popular XVI              | El Morell C. Major, 6-8                           | 41° 11′ 33″ N, 1° 12′ 33″ E / 41.192528°N,1.209281°E | IPA-12245     | Casa Baldric (el Morell) · Vegeu més fotos d'aquest monument · Carregueu una nova foto d'aquest monument                      |
| Cal Girona Vell                                                    | BCIL 2002    | Obra popular XVI              | El Morell                                         |                                                      | IPA-12246     | Carregueu una nova foto d'aquest monument                                                                                     |
| Casa Castellví, o Casa de les Olles, Casa Vilallonga               | BCIL 1982    | Neoclassicisme XVIII          | El Morell Av. de Valls, 1                         | 41° 11′ 33″ N, 1° 12′ 23″ E / 41.192456°N,1.206350°E | IPA-12247     | Casa Castellví (el Morell) · Vegeu més fotos d'aquest monument · Carregueu una nova foto d'aquest monument                    |
| Cal Girona Nou                                                     |              | Obra popular XVIII            | El Morell C. Molí, 11-13                          | 41° 11′ 33″ N, 1° 12′ 38″ E / 41.192501°N,1.21048°E  | IPA-12248     | Cal Girona Nou (el Morell) · Vegeu més fotos d'aquest monument · Carregueu una nova foto d'aquest monument                    |
| Antiga muralla                                                     | BCIL 2002    | Obra popular XV, XIV          | El Morell C. Castell - Pl. de la Font             | 41° 11′ 33″ N, 1° 12′ 33″ E / 41.192496°N,1.209235°E | IPA-12249     | Antiga muralla (el Morell) · Vegeu més fotos d'aquest monument · Carregueu una nova foto d'aquest monument                    |
| La Peixateria                                                      |              | Racionalisme XX (1926)        | El Morell Pl. de la Font, 1                       | 41° 11′ 34″ N, 1° 12′ 32″ E / 41.192695°N,1.208946°E | IPA-12250     | La Peixateria (el Morell) · Vegeu més fotos d'aquest monument · Carregueu una nova foto d'aquest monument                     |
| Font pública                                                       |              | Neoclassicisme XIX            | El Morell Pl. de la Font, 1                       | 41° 11′ 34″ N, 1° 12′ 32″ E / 41.192695°N,1.208946°E | IPA-12251     | Font pública (el Morell) · Vegeu més fotos d'aquest monument · Carregueu una nova foto d'aquest monument                      |
| Escoles públiques Ventura Gassol, escoles velles                   | BCIL 2002    | Racionalisme XX (1936)        | El Morell Rambla Pau Casals                       | 41° 11′ 30″ N, 1° 12′ 28″ E / 41.191560°N,1.207675°E | IPA-12252     | Escoles públiques Ventura Gassol (el Morell) · Vegeu més fotos d'aquest monument · Carregueu una nova foto d'aquest monument  |
| Poblat la Granja, la Granja del Codony o la Granja de Santes Creus | BCIL 1982    | Obra popular XII, XIV         | El Morell Ctra. del Cementiri cap al Francolí     | 41° 12′ 38″ N, 1° 13′ 46″ E / 41.210528°N,1.229530°E | IPA-12253     | Poblat la Granja (el Morell) · Vegeu més fotos d'aquest monument · Carregueu una nova foto d'aquest monument                  |
| Molí del Codony, o Molí de la Granja de Santes Creus               | BCIL 1982    | Obra popular, gòtic XIII, XIV | El Morell Ctra. del Cementiri cap al riu Francolí | 41° 12′ 37″ N, 1° 13′ 54″ E / 41.210355°N,1.231776°E | IPA-12254     | Molí del Codony (el Morell) · Vegeu més fotos d'aquest monument · Carregueu una nova foto d'aquest monument                   |
| Mas la Sínia                                                       | BCIL 2002    | Neoclassicisme XIX            | El Morell Ctra. del Cementiri                     | 41° 11′ 44″ N, 1° 12′ 42″ E / 41.195564°N,1.211613°E | IPA-12255     | Carregueu una nova foto d'aquest monument                                                                                     |
| Mas de Mestre, Mas Baldrich o Mas de Calvo                         | BCIL 2002    | Neoclassicisme XVIII          | El Morell Ctra. de Reus, km. 7,5                  | 41° 11′ 43″ N, 1° 11′ 47″ E / 41.195210°N,1.196439°E | IPA-12257     | Carregueu una nova foto d'aquest monument                                                                                     |

## Nou de Gaià, la
| Monument                                        | Protecció    | Estil/època           | Localització                                   | Coordenades                                          | Codi?         | Imatge |
| ----------------------------------------------- | ------------ | --------------------- | ---------------------------------------------- | ---------------------------------------------------- | ------------- | --- |
| Castell del Baró de les Quatre Torres           | BCIN 1118-MH | Historicisme XX Inici | La Nou de Gaià Carrer del Castell              | 41° 10′ 59″ N, 1° 22′ 24″ E / 41.183038°N,1.373231°E | RI-51-0006657 | Castell del Baró de les Quatre Torres (la Nou de Gaià) · Vegeu més fotos d'aquest monument · Carregueu una nova foto d'aquest monument  |
| Església parroquial de Santa Magdalena          | BCIL 1982    | Barroc XVIII          | La Nou de Gaià C. de l'Església                | 41° 11′ 00″ N, 1° 22′ 25″ E / 41.183447°N,1.373620°E | IPA-12259     | Església parroquial de Santa Magdalena (la Nou de Gaià) · Vegeu més fotos d'aquest monument · Carregueu una nova foto d'aquest monument |
| Can Dalmau de Dalt                              | BCIL 1982    | Obra popular XVIII    | La Nou de Gaià C. de Pau Casals, 2             | 41° 10′ 59″ N, 1° 22′ 27″ E / 41.183107°N,1.374038°E | IPA-12260     | Can Dalmau de Dalt (la Nou de Gaià) · Vegeu més fotos d'aquest monument · Carregueu una nova foto d'aquest monument                     |
| Can Dalmau de Baix                              | BCIL 1982    | Barroc XVIII          | La Nou de Gaià Carrer Major, 2                 | 41° 11′ 01″ N, 1° 22′ 26″ E / 41.183541°N,1.373760°E | IPA-12261     | Can Dalmau de Baix (la Nou de Gaià) · Vegeu més fotos d'aquest monument · Carregueu una nova foto d'aquest monument                     |
| Conjunt de torre i pou de la Màquina del Dalmau |              | Obra popular XX       | La Nou de Gaià Prop del torrent de l'Olivereta | 41° 10′ 44″ N, 1° 22′ 02″ E / 41.17887°N,1.36729°E   | IPA-47855     | Carregueu una nova foto d'aquest monument                                                                                               |

## Pallaresos, els
| Monument                                                                     | Protecció       | Estil/època                             | Localització                                    | Coordenades                                          | Codi?         | Imatge |
| ---------------------------------------------------------------------------- | --------------- | --------------------------------------- | ----------------------------------------------- | ---------------------------------------------------- | ------------- | --- |
| Castell o Castellot de Perafort, Castell de Penallonga o Castell de Bofarull | BCIN 1187-MH    | XVI                                     | Els Pallaresos Ctra. de Perafort als Pallaresos | 41° 10′ 49″ N, 1° 15′ 28″ E / 41.180210°N,1.257908°E | RI-51-0006658 | Castell de Perafort (els Pallaresos) · Vegeu més fotos d'aquest monument · Carregueu una nova foto d'aquest monument                  |
| Casa Bofarull                                                                | BCIN 4582-MH-EN | Modernisme Josep M. Jujol XIV-XX (1914) | Els Pallaresos C. Major, 11                     | 41° 10′ 30″ N, 1° 16′ 08″ E / 41.175058°N,1.268996°E | IPA-12269     | Casa Bofarull (els Pallaresos) · Vegeu més fotos d'aquest monument · Carregueu una nova foto d'aquest monument                        |
| Església parroquial de Sant Salvador                                         | BCIL 1982       | Barroc, neoclassicisme XVIII, XX        | Els Pallaresos Pl. de l'Església                | 41° 10′ 31″ N, 1° 16′ 11″ E / 41.175208°N,1.269608°E | IPA-12264     | Església parroquial de Sant Salvador (els Pallaresos) · Vegeu més fotos d'aquest monument · Carregueu una nova foto d'aquest monument |
| Escoles públiques, actual Casa de la Vila                                    | BCIL 2003       | Modernisme Josep M. Jujol XX (1920)     | Els Pallaresos C. Alt, 23                       | 41° 10′ 32″ N, 1° 16′ 20″ E / 41.175584°N,1.272085°E | IPA-12265     | Escoles públiques (els Pallaresos) · Vegeu més fotos d'aquest monument · Carregueu una nova foto d'aquest monument                    |
| Casa d'Andreu Fortuny                                                        | BCIL 1982       | Renaixement, modernisme XVI, XIX, XX    | Els Pallaresos Pl. de l'Església, 4             | 41° 10′ 30″ N, 1° 16′ 10″ E / 41.175111°N,1.269425°E | IPA-12266     | Casa d'Andreu Fortuny (els Pallaresos) · Vegeu més fotos d'aquest monument · Carregueu una nova foto d'aquest monument                |
| Casa Solé                                                                    | BCIL 2003       | Neoclassicisme XVIII                    | Els Pallaresos Pl. de l'Església, 7             | 41° 10′ 31″ N, 1° 16′ 10″ E / 41.175301°N,1.269487°E | IPA-12267     | Casa Solé (els Pallaresos) · Vegeu més fotos d'aquest monument · Carregueu una nova foto d'aquest monument                            |
| Capella del Sant Crist, capella de Bofarull                                  | BCIL 2003       | Historicisme XX (1902)                  | Els Pallaresos Cementiri                        | 41° 10′ 45″ N, 1° 15′ 52″ E / 41.179262°N,1.264367°E | IPA-12270     | Capella del Sant Crist (els Pallaresos) · Vegeu més fotos d'aquest monument · Carregueu una nova foto d'aquest monument               |
| Casa de l'Emília Fortuny                                                     |                 | Obra popular XIX, XX                    | Els Pallaresos Pl. de l'Església, 3             | 41° 10′ 30″ N, 1° 16′ 10″ E / 41.175089°N,1.269543°E | IPA-12271     | Casa de l'Emília Fortuny (els Pallaresos) · Vegeu més fotos d'aquest monument · Carregueu una nova foto d'aquest monument             |
| Casa dels Masovers                                                           |                 | Modernisme XX                           | Els Pallaresos C. Major, 9                      | 41° 10′ 31″ N, 1° 16′ 09″ E / 41.175234°N,1.26905°E  | IPA-12273     | Casa dels Masovers (els Pallaresos) · Vegeu més fotos d'aquest monument · Carregueu una nova foto d'aquest monument                   |

## Perafort
| Monument                                | Protecció    | Estil/època                        | Localització                                                            | Coordenades                                                             | Codi?         | Imatge |
| --------------------------------------- | ------------ | ---------------------------------- | ----------------------------------------------------------------------- | ----------------------------------------------------------------------- | ------------- | --- |
| Castell de Puigdelfí                    | BCIN 1218-MH |                                    | Perafort Carrer del Castell, sense restes                               | 41° 11′ 42″ N, 1° 14′ 09″ E / 41.194873841393616°N,1.2358653545379639°E | RI-51-0006664 | Castell de Puigdelfí (Perafort) · Vegeu més fotos d'aquest monument · Carregueu una nova foto d'aquest monument                   |
| Església de Sant Pere de Perafort       | BCIL 1982    | Neoclassicisme XVIII               | Perafort Pl. de l'Església                                              | 41° 11′ 27″ N, 1° 15′ 19″ E / 41.190968°N,1.255362°E                    | IPA-12275     | Església de Sant Pere de Perafort · Vegeu més fotos d'aquest monument · Carregueu una nova foto d'aquest monument                 |
| Fonts públiques de Perafort i Puigdelfí |              | Modernisme XIX                     | Perafort C. Joan Fuster i C. del Mig                                    | 41° 11′ 40″ N, 1° 15′ 32″ E / 41.194495°N,1.258885°E                    | IPA-12278     | Carregueu una nova foto d'aquest monument                                                                                         |
| Vila Closa, o Nucli antic               |              | Obra popular Medieval, XVIII       | Perafort Nucli antic de Puigdelfí                                       | 41° 11′ 42″ N, 1° 14′ 11″ E / 41.195038°N,1.23626°E                     | IPA-12279     | Vila Closa (Perafort) · Vegeu més fotos d'aquest monument · Carregueu una nova foto d'aquest monument                             |
| Mas Blanquet                            |              | Obra popular XIX-XX                | Perafort Al sud del municipi, a l'oest de la ctra. de Tarragona a Valls | 41° 10′ 26″ N, 1° 14′ 12″ E / 41.174012°N,1.236638°E                    | IPA-12280     | Mas Blanquet (Perafort) · Vegeu més fotos d'aquest monument · Carregueu una nova foto d'aquest monument                           |
| Antiga Abadia del Codony                |              | Obra popular XIV                   | Perafort Poble del Codony                                               | 41° 10′ 31″ N, 1° 14′ 10″ E / 41.175304°N,1.23600541°E                  | IPA-12281     | Antiga Abadia del Codony (Perafort) · Vegeu més fotos d'aquest monument · Carregueu una nova foto d'aquest monument               |
| Escoles de Perafort                     |              | Obra popular XX                    | Perafort C. Joan Palau - C. del Codony                                  | 41° 11′ 28″ N, 1° 15′ 21″ E / 41.191036°N,1.255897°E                    | IPA-12283     | Escoles de Perafort · Vegeu més fotos d'aquest monument · Carregueu una nova foto d'aquest monument                               |
| Cementiri de Perafort                   |              | Obra popular XX (1919)             | Perafort A 500 m al sud del poble                                       | 41° 11′ 04″ N, 1° 15′ 09″ E / 41.184404°N,1.252403°E                    | IPA-12284     | Cementiri de Perafort · Vegeu més fotos d'aquest monument · Carregueu una nova foto d'aquest monument                             |
| Plaça de l'Església                     |              | Obra popular XVIII                 | Perafort Pl. de l'Església                                              | 41° 11′ 28″ N, 1° 15′ 19″ E / 41.19098°N,1.25535°E                      | IPA-12285     | Plaça de l'Església (Perafort) · Vegeu més fotos d'aquest monument · Carregueu una nova foto d'aquest monument                    |
| Església de Sant Sebastià de Puigdelfí  | BCIL 1982    | Barroc, neoclassicisme XVIII Final | Perafort Pl. de l'Església                                              | 41° 11′ 43″ N, 1° 14′ 11″ E / 41.195155°N,1.23637°E                     | IPA-12288     | Església de Sant Sebastià de Puigdelfí (Perafort) · Vegeu més fotos d'aquest monument · Carregueu una nova foto d'aquest monument |
| Cementiri de Puigdelfí                  |              | Obra popular XIX final             | Perafort 1 km al nord de Puigdelfí                                      | 41° 11′ 51″ N, 1° 14′ 14″ E / 41.197442°N,1.237255°E                    | IPA-12289     | Cementiri de Puigdelfí (Perafort) · Vegeu més fotos d'aquest monument · Carregueu una nova foto d'aquest monument                 |
| Molí de Puigdelfí                       |              | Obra popular XVIII                 | Perafort A l'esquerra del riu Francolí                                  | 41° 11′ 43″ N, 1° 14′ 06″ E / 41.195148°N,1.234988°E                    | IPA-12290     | Molí de Puigdelfí (Perafort) · Vegeu més fotos d'aquest monument · Carregueu una nova foto d'aquest monument                      |

## Pobla de Mafumet, la
| Monument                                  | Protecció | Estil/època         | Localització                                      | Coordenades                                          | Codi?     | Imatge |
| ----------------------------------------- | --------- | ------------------- | ------------------------------------------------- | ---------------------------------------------------- | --------- | --- |
| Església parroquial de Sant Joan Baptista | BCIL 2009 | Barroc XVIII        | La Pobla de Mafumet Pl. de la Pau                 | 41° 11′ 15″ N, 1° 12′ 38″ E / 41.187418°N,1.210553°E | IPA-12292 | Església parroquial de Sant Joan Baptista (la Pobla de Mafumet) · Vegeu més fotos d'aquest monument · Carregueu una nova foto d'aquest monument |
| Casa Vallvé, abans Casa Txacó             | BCIL 2009 | Obra popular XVI    | La Pobla de Mafumet C. Nostra Senyora de Lledó, 8 | 41° 11′ 16″ N, 1° 12′ 38″ E / 41.187906°N,1.210522°E | IPA-12294 | Carregueu una nova foto d'aquest monument |
| Portal de Casa Manent, ara Casa Gavaldà   | BCIL 2009 | Obra popular XV-XVI | La Pobla de Mafumet C. Nostra Senyora de Lledó, 2 | 41° 11′ 16″ N, 1° 12′ 38″ E / 41.187647°N,1.210470°E | IPA-12295 | Portal de Casa Manent (la Pobla de Mafumet) · Vegeu més fotos d'aquest monument · Carregueu una nova foto d'aquest monument                     |

## Pobla de Montornès, la
| Monument                                                   | Protecció    | Estil/època                   | Localització                                                                       | Coordenades                                          | Codi?         | Imatge |
| ---------------------------------------------------------- | ------------ | ----------------------------- | ---------------------------------------------------------------------------------- | ---------------------------------------------------- | ------------- | --- |
| Castell de Montornès, o Castell de Puigperdiguers          | BCIN 1278-MH | Romànic Medieval, XIII        | La Pobla de Montornès Al costat de l'ermita de Montornès                           | 41° 10′ 14″ N, 1° 24′ 14″ E / 41.17068°N,1.40379°E   | RI-51-0006679 | Castell de Montornès (la Pobla de Montornès) · Vegeu més fotos d'aquest monument · Carregueu una nova foto d'aquest monument                                       |
| Mas Soler, o Mas Molí                                      | BCIN 1279-MH | XVII, XIX                     | La Pobla de Montornès C. del Romaní - C. de la Farigola, Urb. Castell de Montornès | 41° 11′ 17″ N, 1° 24′ 26″ E / 41.188020°N,1.407317°E | RI-51-0006680 | Mas Soler (la Pobla de Montornès) · Vegeu més fotos d'aquest monument · Carregueu una nova foto d'aquest monument                                                  |
| Església de Santa Maria                                    | BCIL 1982    | Gòtic-Renaixement, barroc XVI | La Pobla de Montornès Pl. de l'Església                                            | 41° 10′ 37″ N, 1° 24′ 53″ E / 41.176981°N,1.414818°E | IPA-12304     | Església de Santa Maria (la Pobla de Montornès) · Vegeu més fotos d'aquest monument · Carregueu una nova foto d'aquest monument                                    |
| Ermita de la Mare de Déu de Montornès                      | BCIL 2014    | Romànic, barroc XII, XVIII    | La Pobla de Montornès Camí de l'Ermita                                             | 41° 10′ 14″ N, 1° 24′ 13″ E / 41.170692°N,1.403691°E | IPA-12305     | Ermita de la Mare de Déu de Montornès (la Pobla de Montornès) · Vegeu més fotos d'aquest monument · Carregueu una nova foto d'aquest monument                      |
| Mas d'en Boada                                             | BCIL 1982    | Gòtic, obra popular XVI       | La Pobla de Montornès Ctra. de la Nou                                              | 41° 10′ 32″ N, 1° 23′ 22″ E / 41.175591°N,1.389417°E | IPA-12306     | Mas d'en Boada (la Pobla de Montornès) · Vegeu més fotos d'aquest monument · Carregueu una nova foto d'aquest monument                                             |
| Can Recasens                                               |              | Noucentisme XX (1922)         | La Pobla de Montornès Pg. de l'Estació, 3                                          | 41° 10′ 48″ N, 1° 24′ 54″ E / 41.179957°N,1.414971°E | IPA-12309     | Can Recasens (la Pobla de Montornès) · Vegeu més fotos d'aquest monument · Carregueu una nova foto d'aquest monument                                               |
| Habitatge al carrer de l'Església, 5                       | BCIL 1982    | Obra popular XVIII            | La Pobla de Montornès C. de l'Església, 5                                          | 41° 10′ 37″ N, 1° 24′ 52″ E / 41.17682°N,1.41456°E   | IPA-45621     | Habitatge al carrer de l'Església, 5 (la Pobla de Montornès) · Vegeu més fotos d'aquest monument · Carregueu una nova foto d'aquest monument                       |
| Edifici al carrer del Mar, 6                               | BCIL 1982    |                               | La Pobla de Montornès C. del Mar, 6                                                | 41° 10′ 36″ N, 1° 24′ 53″ E / 41.17658°N,1.41477°E   | IPA-45622     | Edifici al carrer del Mar, 6 (la Pobla de Montornès) · Vegeu més fotos d'aquest monument · Carregueu una nova foto d'aquest monument                               |
| Edifici al carrer Major, 33                                | BCIL 1982    |                               | La Pobla de Montornès C. Major, 33                                                 | 41° 10′ 41″ N, 1° 24′ 51″ E / 41.17792°N,1.41415°E   | IPA-45623     | Edifici al carrer Major, 33 (la Pobla de Montornès) · Vegeu més fotos d'aquest monument · Carregueu una nova foto d'aquest monument                                |
| Habitatge al carrer de la Closa, 48                        | BCIL 1982    |                               | La Pobla de Montornès C. Closa Nova, 48                                            | 41° 10′ 49″ N, 1° 24′ 49″ E / 41.18014°N,1.41353°E   | IPA-45624     | Carregueu una nova foto d'aquest monument |
| Habitatge al carrer Jesús, 2                               | BCIL 1982    |                               | La Pobla de Montornès C. Jesús, 2                                                  | 41° 10′ 36″ N, 1° 24′ 54″ E / 41.17656°N,1.41491°E   | IPA-45625     | Habitatge al carrer Jesús, 2 (la Pobla de Montornès) · Vegeu més fotos d'aquest monument · Carregueu una nova foto d'aquest monument                               |
| Mas d'en Secalló                                           | BCIL 1982    | Obra popular                  | La Pobla de Montornès                                                              | 41° 09′ 48″ N, 1° 25′ 08″ E / 41.16333°N,1.41879°E   | IPA-45626     | Carregueu una nova foto d'aquest monument |
| Mas Mercader                                               | BCIL 1982    | Obra popular                  | La Pobla de Montornès                                                              | 41° 11′ 07″ N, 1° 25′ 05″ E / 41.18525°N,1.41807°E   | IPA-45627     | Mas Mercader (la Pobla de Montornès) · Vegeu més fotos d'aquest monument · Carregueu una nova foto d'aquest monument                                               |
| Cementiri Municipal                                        | BCIL 1982    | XIX                           | La Pobla de Montornès                                                              | 41° 10′ 59″ N, 1° 24′ 46″ E / 41.18302°N,1.41277°E   | IPA-45628     | Cementiri Municipal (la Pobla de Montornès) · Vegeu més fotos d'aquest monument · Carregueu una nova foto d'aquest monument                                        |
| Mas Barral                                                 | BCIL 1982    | Obra popular                  | La Pobla de Montornès                                                              | 41° 12′ 14″ N, 1° 24′ 12″ E / 41.20387°N,1.40330°E   | IPA-45629     | Mas Barral (la Pobla de Montornès) · Vegeu més fotos d'aquest monument · Carregueu una nova foto d'aquest monument                                                 |
| Corral del Rovira                                          | BCIL 1982    | Obra popular                  | La Pobla de Montornès                                                              | 41° 11′ 58″ N, 1° 24′ 25″ E / 41.19955°N,1.40688°E   | IPA-45630     | Carregueu una nova foto d'aquest monument |
| Mas de la Trunyella                                        | BCIL 1982    | Obra popular                  | La Pobla de Montornès                                                              | 41° 12′ 44″ N, 1° 24′ 34″ E / 41.21223°N,1.40958°E   | IPA-45631     | Carregueu una nova foto d'aquest monument |
| Conjunt de la plaça de l'Església i el carrer de les Flors | BCIL 1982    | Obra popular                  | La Pobla de Montornès Pl. Església - c. Flors                                      | 41° 10′ 37″ N, 1° 24′ 53″ E / 41.1769°N,1.4146°E     | IPA-45677     | Conjunt de la plaça de l'Església i el carrer de les Flors (la Pobla de Montornès) · Vegeu més fotos d'aquest monument · Carregueu una nova foto d'aquest monument |

## Renau
| Monument                              | Protecció | Estil/època        | Localització             | Coordenades                                          | Codi?     | Imatge |
| ------------------------------------- | --------- | ------------------ | ------------------------ | ---------------------------------------------------- | --------- | --- |
| Església parroquial de Santa Llúcia   |           | Obra popular XVIII | Renau Pl. de l'Església  | 41° 13′ 30″ N, 1° 18′ 40″ E / 41.224881°N,1.311177°E | IPA-12297 | Església parroquial de Santa Llúcia (Renau) · Vegeu més fotos d'aquest monument · Carregueu una nova foto d'aquest monument   |
| Santuari de la Mare de Déu del Lloret |           | Obra popular XVIII | Renau Camí del Cementiri | 41° 13′ 33″ N, 1° 18′ 35″ E / 41.225925°N,1.309733°E | IPA-12299 | Santuari de la Mare de Déu del Lloret (Renau) · Vegeu més fotos d'aquest monument · Carregueu una nova foto d'aquest monument |
| Arcs de pedra de Can Jaumet           |           | Gòtic XV           | Renau Pl. Església       | 41° 13′ 29″ N, 1° 18′ 40″ E / 41.224725°N,1.311160°E | IPA-12300 | Arcs de pedra de Can Jaumet (Renau) · Vegeu més fotos d'aquest monument · Carregueu una nova foto d'aquest monument           |
| Església de Santa Maria de Peralta    | BCIL 1982 | Gòtic XIII-XIV     | Renau Nucli de Peralta   | 41° 13′ 19″ N, 1° 18′ 19″ E / 41.221867°N,1.305311°E | IPA-12302 | Església de Santa Maria de Peralta (Renau) · Vegeu més fotos d'aquest monument · Carregueu una nova foto d'aquest monument    |

## Riera de Gaià, la
| Monument                                                     | Protecció       | Estil/època        | Localització                                       | Coordenades                                          | Codi?         | Imatge |
| ------------------------------------------------------------ | --------------- | ------------------ | -------------------------------------------------- | ---------------------------------------------------- | ------------- | --- |
| Castell de Montoliu, o Castellot, Castell de Santa Margarida | BCIN 1364-MH    | Medieval           | La Riera de Gaià Urb. El Castellot                 | 41° 09′ 17″ N, 1° 21′ 46″ E / 41.15473°N,1.36282°E   | RI-51-0006699 | Castell de Montoliu (la Riera de Gaià) · Vegeu més fotos d'aquest monument · Carregueu una nova foto d'aquest monument                       |
| Torre de l'Abella, o Torre de la Vetlla, Torre Vella         | BCIN 1365-MH    | Romànic XI-XIV     | La Riera de Gaià Ardenya, ctra. al Catllar, km 7,5 | 41° 10′ 14″ N, 1° 21′ 02″ E / 41.17064°N,1.35058°E   | RI-51-0006700 | Torre de l'Abella (la Riera de Gaià) · Vegeu més fotos d'aquest monument · Carregueu una nova foto d'aquest monument                         |
| Torre de l'Alzina                                            | BCIN 3972-MH-ZA | XI                 | La Riera de Gaià Carrer de Mar, 4                  | 41° 09′ 47″ N, 1° 20′ 36″ E / 41.16305°N,1.34333°E   | IPA-36718     | Carregueu una nova foto d'aquest monument |
| Escut de la Casa Borràs (la Riera de Gaià)                   | BCIN 3973-MH    | Barroc XVIII-XIX   | La Riera de Gaià C. Major, 35                      | 41° 09′ 54″ N, 1° 21′ 42″ E / 41.165113°N,1.361652°E | IPA-36696     | Escut de la Casa Borràs (la Riera de Gaià) · Vegeu més fotos d'aquest monument · Carregueu una nova foto d'aquest monument                   |
| Església parroquial de Santa Margarida                       | BCIL 1991       | Barroc XVIII       | La Riera de Gaià Pl. de la Vila                    | 41° 09′ 53″ N, 1° 21′ 43″ E / 41.164682°N,1.362028°E | IPA-12311     | Església parroquial de Santa Margarida (la Riera de Gaià) · Vegeu més fotos d'aquest monument · Carregueu una nova foto d'aquest monument    |
| Casa Borràs (la Riera de Gaià)                               | BCIL 1991       | Gòtic tardà XVII   | La Riera de Gaià C. Major, 35                      | 41° 09′ 55″ N, 1° 21′ 42″ E / 41.165161°N,1.361728°E | IPA-12312     | Casa Borràs (la Riera de Gaià) · Vegeu més fotos d'aquest monument · Carregueu una nova foto d'aquest monument                               |
| Caseriu de Virgili                                           | BCIL 1991       | Obra popular XIV   | La Riera de Gaià Virgili, ctra. T-214, km 5        | 41° 10′ 00″ N, 1° 22′ 07″ E / 41.166676°N,1.368608°E | IPA-12313     | Caseriu de Virgili (la Riera de Gaià) · Vegeu més fotos d'aquest monument · Carregueu una nova foto d'aquest monument                        |
| Església de Sant Jordi                                       |                 | Barroc XVIII       | La Riera de Gaià Pl. de l'Església, 6. Ardenya     | 41° 10′ 07″ N, 1° 20′ 38″ E / 41.168632°N,1.343895°E | IPA-12315     | Església de Sant Jordi (la Riera de Gaià) · Vegeu més fotos d'aquest monument · Carregueu una nova foto d'aquest monument                    |
| Església vella d'Ardenya                                     | BCIL 1991       | Romànic XII        | La Riera de Gaià Pl. Major, Ardenya                | 41° 10′ 07″ N, 1° 20′ 37″ E / 41.168592°N,1.343736°E | IPA-12316     | Església vella d'Ardenya (la Riera de Gaià) · Vegeu més fotos d'aquest monument · Carregueu una nova foto d'aquest monument                  |
| Molí del Mig                                                 | BCIL 2011       | Obra popular XVIII | La Riera de Gaià Plaça Major, 9                    | 41° 09′ 53″ N, 1° 21′ 41″ E / 41.164845°N,1.361423°E | IPA-12317     | Molí del Mig (la Riera de Gaià) · Vegeu més fotos d'aquest monument · Carregueu una nova foto d'aquest monument                              |
| El Molinet                                                   |                 | Obra popular XVIII | La Riera de Gaià Ctra. T-203, km 7                 | 41° 10′ 13″ N, 1° 20′ 56″ E / 41.170348°N,1.348916°E | IPA-12318     | El Molinet (la Riera de Gaià) · Vegeu més fotos d'aquest monument · Carregueu una nova foto d'aquest monument                                |
| Molí de la Torre                                             |                 | Obra popular XVIII | La Riera de Gaià                                   | 41° 09′ 41″ N, 1° 21′ 45″ E / 41.161371°N,1.362608°E | IPA-12319     | Molí de la Torre (la Riera de Gaià) · Vegeu més fotos d'aquest monument · Carregueu una nova foto d'aquest monument                          |
| Creu de terme de la carretera de Torredembarra               |                 | XIX                | La Riera de Gaià Ctra. T-214 a Torredembarra       | 41° 10′ 03″ N, 1° 22′ 00″ E / 41.16759°N,1.36678°E   | IPA-51105     | Creu de terme de la carretera de Torredembarra (la Riera de Gaià) · Modifica el valor a Wikidata · Carregueu una nova foto d'aquest monument |

## Roda de Berà
| Monument                                          | Protecció          | Estil/època                                 | Localització                                                | Coordenades                                          | Codi?         | Imatge |
| ------------------------------------------------- | ------------------ | ------------------------------------------- | ----------------------------------------------------------- | ---------------------------------------------------- | ------------- | --- |
| Torre del Cucurull                                | BCIN 1379-MH       | Obra popular X                              | Roda de Berà Carretera a Bonastre. Muntanya dels Molins.    | 41° 11′ 20″ N, 1° 26′ 47″ E / 41.188852°N,1.446464°E | RI-51-0006703 | Torre del Cucurull (Roda de Berà) · Vegeu més fotos d'aquest monument · Carregueu una nova foto d'aquest monument                   |
| Mas de Nin                                        | BCIN 1380-MH       | Obra popular XVI-XVII, XIX                  | Roda de Berà Al sud de l'estació                            | 41° 11′ 00″ N, 1° 26′ 29″ E / 41.183431°N,1.44137°E  | RI-51-0006704 | Mas de Nin (Roda de Berà) · Vegeu més fotos d'aquest monument · Carregueu una nova foto d'aquest monument                           |
| Castell de Berà                                   | BCIN 1692-MH       | Medieval                                    | Roda de Berà Plaça de l'Ermita                              | 41° 10′ 00″ N, 1° 28′ 22″ E / 41.166772°N,1.472748°E | RI-51-0006705 | Castell de Berà (Roda de Berà) · Vegeu més fotos d'aquest monument · Carregueu una nova foto d'aquest monument                      |
| Arc de Berà                                       | PH BCIN 2046-MH-ZA | Romà                                        | Roda de Berà Carretera N-340, km 1183                       | 41° 10′ 24″ N, 1° 28′ 09″ E / 41.173301°N,1.469115°E | RI-51-0000323 | Arc de Berà (Roda de Berà) · Vegeu més fotos d'aquest monument · Carregueu una nova foto d'aquest monument                          |
| Església parroquial de Sant Bartomeu              | BCIL 2014          | Neoclàssic XVII                             | Roda de Berà Pl. de l'Església                              | 41° 10′ 37″ N, 1° 24′ 53″ E / 41.176854°N,1.414674°E | IPA-12321     | Església parroquial de Sant Bartomeu (Roda de Berà) · Vegeu més fotos d'aquest monument · Carregueu una nova foto d'aquest monument |
| Ermita de la Mare de Déu de Berà                  | BCIL 1982          | Barroc XVIII                                | Roda de Berà Plaça de l'Ermita                              | 41° 10′ 00″ N, 1° 28′ 20″ E / 41.166763°N,1.472173°E | IPA-12322     | Ermita de la Mare de Déu de Bèra (Roda de Berà) · Vegeu més fotos d'aquest monument · Carregueu una nova foto d'aquest monument     |
| Cal Gassó                                         | BCIL 1982          | Barroc XVII                                 | Roda de Berà Carrer del Pou, 12-14                          | 41° 11′ 08″ N, 1° 27′ 14″ E / 41.185630°N,1.453832°E | IPA-12323     | Cal Gassó (Roda de Berà) · Vegeu més fotos d'aquest monument · Carregueu una nova foto d'aquest monument                            |
| Capella de Mas Carreras                           | BCIL 2010          | Barroc, modernisme Josep M. Jujol XVIII, XX | Roda de Berà Carrer Mas Carreras, 15                        | 41° 10′ 26″ N, 1° 29′ 04″ E / 41.173839°N,1.484475°E | IPA-12324     | Capella de Mas Carreras (Roda de Berà) · Vegeu més fotos d'aquest monument · Carregueu una nova foto d'aquest monument              |
| Molí de l'Abanà                                   |                    | Obra popular XVIII                          | Roda de Berà Descampat a l'esquerra del torrent de Bonastre |                                                      | IPA-12325     | Carregueu una nova foto d'aquest monument                                                                                           |
| Molins de la muntanya de Cucurull: Molí de Dalt   |                    | Obra popular XVIII                          | Roda de Berà Dreta del torrent de Bonastre. Descampat       |                                                      | IPA-12326     | Carregueu una nova foto d'aquest monument                                                                                           |
| Molins de la muntanya de Cucurull: Molí del Mig   |                    | Obra popular XVIII                          | Roda de Berà Descampat a la dreta del torrent de Bonastre   |                                                      | IPA-12327     | Carregueu una nova foto d'aquest monument                                                                                           |
| Molins de la muntanya de Cucurull: Molí de Baix   |                    | Obra popular XVIII                          | Roda de Berà Descampat, a la dreta del torrent de Bonastre  |                                                      | IPA-12328     | Carregueu una nova foto d'aquest monument                                                                                           |
| Centre cívic de la Roca Foradada                  | BCIL 2004          | Darreres tendències XX (1970)               | Roda de Berà Roc de Sant Gaietà                             | 41° 10′ 06″ N, 1° 28′ 51″ E / 41.168425°N,1.480840°E | IPA-29644     | Centre cívic de la Roca Foradada (Roda de Berà) · Vegeu més fotos d'aquest monument · Carregueu una nova foto d'aquest monument     |
| Ca l'Elies, Casal municipal de cultura Les Monges | BCIL 2004          | Obra popular XVIII Inici                    | Roda de Berà C. Major, 14-16                                | 41° 11′ 06″ N, 1° 27′ 14″ E / 41.184936°N,1.453940°E | IPA-29645     | Ca l'Elies (Roda de Berà) · Vegeu més fotos d'aquest monument · Carregueu una nova foto d'aquest monument                           |
| Can Guivernau                                     | BCIL 2010          | Obra popular, noucentisme XVII, XVIII       | Roda de Berà Pl. de la República, 1                         | 41° 11′ 09″ N, 1° 27′ 16″ E / 41.185943°N,1.454436°E | IPA-39579     | Can Guivernau (Roda de Berà) · Vegeu més fotos d'aquest monument · Carregueu una nova foto d'aquest monument                        |

## Salomó
| Monument                                | Protecció | Estil/època                            | Localització                                         | Coordenades                                          | Codi?     | Imatge |
| --------------------------------------- | --------- | -------------------------------------- | ---------------------------------------------------- | ---------------------------------------------------- | --------- | --- |
| Nucli històric de Salomó                | BCIL 2018 |                                        | Salomó C. Major i voltants                           | 41° 13′ 48″ N, 1° 22′ 26″ E / 41.230°N,1.374°E       | IPA-12329 | Nucli històric de Salomó · Vegeu més fotos d'aquest monument · Carregueu una nova foto d'aquest monument                    |
| Església parroquial de Santa Maria      | BCIL 2017 | Romànic, barroc XIII, XVIII-XIX        | Salomó Pl. de l'Església                             | 41° 13′ 46″ N, 1° 22′ 29″ E / 41.229326°N,1.374702°E | IPA-12330 | Església parroquial de Santa Maria (Salomó) · Vegeu més fotos d'aquest monument · Carregueu una nova foto d'aquest monument |
| Cal Cardenal, o Casa de Josep Nin       | BCIL 1982 | Barroc XVI                             | Salomó C. de Josep Nin                               | 41° 13′ 47″ N, 1° 22′ 25″ E / 41.229800°N,1.373715°E | IPA-12331 | Cal Cardenal (Salomó) · Vegeu més fotos d'aquest monument · Carregueu una nova foto d'aquest monument                       |
| Ajuntament i escoles                    | BCIL 2018 | Noucentisme Cèsar Martinelli XX (1926) | Salomó Av. Catalunya, 2-6                            | 41° 13′ 44″ N, 1° 22′ 29″ E / 41.229007°N,1.374852°E | IPA-12332 | Ajuntament i escoles (Salomó) · Vegeu més fotos d'aquest monument · Carregueu una nova foto d'aquest monument               |
| Molí del Mig I                          |           | Obra popular XVIII                     | Salomó Partida de la Polla Rossa                     | 41° 14′ 27″ N, 1° 20′ 52″ E / 41.240930°N,1.347899°E | IPA-12343 | Molí del Mig I (Salomó) · Vegeu més fotos d'aquest monument · Carregueu una nova foto d'aquest monument                     |
| Molí del Mig II                         |           | Obra popular XVIII                     | Salomó Esquerra del riu Gaià                         |                                                      | IPA-12344 | Carregueu una nova foto d'aquest monument                                                                                   |
| Molí del Rònec                          |           | Obra popular XVIII                     | Salomó Esquerra del riu Gaià                         |                                                      | IPA-12345 | Carregueu una nova foto d'aquest monument                                                                                   |
| Molí del Rònec II                       |           | Obra popular XVI                       | Salomó Esquerra del riu Gaià, partida de les Solanes | 41° 14′ 17″ N, 1° 20′ 29″ E / 41.23793°N,1.34142°E   | IPA-12346 | Molí del Rònec II (Salomó) · Vegeu més fotos d'aquest monument · Carregueu una nova foto d'aquest monument                  |
| Torre del Mas d'en Gosch, o Mas Boronat |           | Obra popular XIX-XX                    | Salomó Al sud-est del Mas Boronat                    | 41° 13′ 44″ N, 1° 23′ 50″ E / 41.228755°N,1.397198°E | IPA-35715 | Torre del Mas d'en Gosch (Salomó) · Vegeu més fotos d'aquest monument · Carregueu una nova foto d'aquest monument           |
| Cisterna de la Coma del Sordet          |           | Obra popular XX                        | Salomó                                               | 41° 13′ 44″ N, 1° 21′ 53″ E / 41.228814°N,1.364697°E | IPA-47861 | Cisterna de la Coma del Sordet (Salomó) · Vegeu més fotos d'aquest monument · Carregueu una nova foto d'aquest monument     |
| Creu de terme de Salomó                 |           | XX                                     | Salomó Pg. de l'Estació - c. Sant Francesc           | 41° 13′ 37″ N, 1° 22′ 28″ E / 41.226967°N,1.374516°E | IPA-51106 | Creu de terme de Salomó · Vegeu més fotos d'aquest monument · Carregueu una nova foto d'aquest monument                     |

## Salou
Vegeu la llista de monuments de Salou.

## Secuita, la
Vegeu la llista de monuments de la Secuita.

## Tarragona
Vegeu la llista de monuments de Tarragona.

## Torredembarra
| Monument                                                                          | Protecció       | Estil/època                   | Localització                                                                          | Coordenades                                          | Codi?         | Imatge |
| --------------------------------------------------------------------------------- | --------------- | ----------------------------- | ------------------------------------------------------------------------------------- | ---------------------------------------------------- | ------------- | --- |
| Castellnou de Torredembarra                                                       | BCIN 1641-MH-EN | Renaixement, barroc XVI, XVII | Torredembarra Pl. del Castell                                                         | 41° 08′ 46″ N, 1° 23′ 46″ E / 41.146219°N,1.396121°E | RI-51-0006743 | Castellnou de Torredembarra · Vegeu més fotos d'aquest monument · Carregueu una nova foto d'aquest monument                                 |
| Torre de la Vila i restes de muralles de Torredembarra                            | BCIN 1642-MH-EN | XV                            | Torredembarra C. del Forn                                                             | 41° 08′ 42″ N, 1° 23′ 42″ E / 41.145103°N,1.395138°E | RI-51-0006744 | Torre de la Vila i restes de muralles de Torredembarra · Vegeu més fotos d'aquest monument · Carregueu una nova foto d'aquest monument      |
| Castell de Clarà                                                                  | BCIN 1643-MH    | XV-XVI                        | Torredembarra Nucli de Clarà                                                          | 41° 09′ 00″ N, 1° 25′ 02″ E / 41.14992°N,1.417264°E  | RI-51-0006745 | Castell de Clarà (Torredembarra) · Vegeu més fotos d'aquest monument · Carregueu una nova foto d'aquest monument                            |
| Església parroquial de Sant Pere                                                  | BCIL 2002       | Barroc XVIII                  | Torredembarra C. Joan Güell, 16                                                       | 41° 08′ 42″ N, 1° 23′ 44″ E / 41.145033°N,1.395678°E | IPA-12604     | Església parroquial de Sant Pere (Torredembarra) · Vegeu més fotos d'aquest monument · Carregueu una nova foto d'aquest monument            |
| Església parroquial de Sant Joan de Clarà                                         | BCIL 2002       | Obra popular, gòtic XIV       | Torredembarra Av. de Clarà                                                            | 41° 09′ 01″ N, 1° 25′ 03″ E / 41.150140°N,1.417399°E | IPA-12605     | Església parroquial de Sant Joan de Clarà (Torredembarra) · Vegeu més fotos d'aquest monument · Carregueu una nova foto d'aquest monument   |
| Casa Huguet                                                                       | BCIL 2002       | Modernisme XIX final          | Torredembarra C. Antoni Roig, 18                                                      | 41° 08′ 40″ N, 1° 23′ 53″ E / 41.144500°N,1.398052°E | IPA-12606     | Casa Huguet (Torredembarra) · Vegeu més fotos d'aquest monument · Carregueu una nova foto d'aquest monument                                 |
| Cases de Torredembarra, nucli antic                                               |                 | Obra popular XVII             | Torredembarra Pl. del Castell                                                         | 41° 08′ 42″ N, 1° 23′ 45″ E / 41.144997°N,1.395767°E | IPA-12607     | Cases de Torredembarra · Vegeu més fotos d'aquest monument · Carregueu una nova foto d'aquest monument                                      |
| Escoles Roig                                                                      |                 | Eclecticisme XIX              | Torredembarra C. Alt de Sant Pere, 35                                                 | 41° 08′ 45″ N, 1° 23′ 57″ E / 41.145844°N,1.399202°E | IPA-12608     | Escoles Roig (Torredembarra) · Vegeu més fotos d'aquest monument · Carregueu una nova foto d'aquest monument                                |
| Refugi antiaeri de la plaça de la Font                                            | BCIL 2006       | Obra popular XX (1936)        | Torredembarra Pl. de la Font. Accés des de l'antic Cafè el Sabó                       | 41° 08′ 40″ N, 1° 23′ 50″ E / 41.144434°N,1.397084°E | IPA-34421     | Refugi antiaeri de la plaça de la Font (Torredembarra) · Vegeu més fotos d'aquest monument · Carregueu una nova foto d'aquest monument      |
| Refugi antiaeri de Clarà, Cal Pastoret                                            | BCIL 2006       | Obra popular XX (1936)        | Torredembarra Cruïlla de la ctra. de la Pobla de Montornès amb l'antiga N-340. Clarà. | 41° 08′ 55″ N, 1° 24′ 58″ E / 41.148636°N,1.416139°E | IPA-34422     | Refugi antiaeri de Clarà (Torredembarra) · Vegeu més fotos d'aquest monument · Carregueu una nova foto d'aquest monument                    |
| Refugi antiaeri de la plaça de l'Escorxador                                       | BCIL 2006       | Obra popular XX (1936)        | Torredembarra Pl. de l'Escorxador (entrades tapades)                                  | 41° 08′ 43″ N, 1° 23′ 51″ E / 41.145271°N,1.397462°E | IPA-34423     | Refugi antiaeri de la plaça de l'Escorxador (Torredembarra) · Vegeu més fotos d'aquest monument · Carregueu una nova foto d'aquest monument |
| Claustre de la Fundació Pere Badia, antic Hospital de la Caritat de Torredembarra | BCIL 2008       | Obra popular XIX              | Torredembarra C. Pere Badia, 2-4                                                      | 41° 08′ 39″ N, 1° 24′ 04″ E / 41.144110°N,1.401167°E | IPA-38265     | Claustre de la Fundació Pere Badia (Torredembarra) · Vegeu més fotos d'aquest monument · Carregueu una nova foto d'aquest monument          |
| Grup d'habitatges de Vacances                                                     |                 | Racionalisme 1954             | Torredembarra C. Aragó, 5-11 - c. Martineta, 12                                       | 41° 08′ 25″ N, 1° 24′ 10″ E / 41.14030°N,1.40264°E   | IPA-46504     | Grup d'habitatges de Vacances (Torredembarra) · Vegeu més fotos d'aquest monument · Carregueu una nova foto d'aquest monument               |
| IES Torredembarra                                                                 |                 | Escola de Barcelona 1994-1995 | Torredembarra Av. Sant Jordi, 62                                                      | 41° 09′ 03″ N, 1° 24′ 05″ E / 41.15075°N,1.40141°E   | IPA-46505     | IES Torredembarra · Vegeu més fotos d'aquest monument · Carregueu una nova foto d'aquest monument                                           |
| Far de Torredembarra, Far de Punta Galera                                         |                 | Escola de Barcelona 1998-1999 | Torredembarra Pg. del Roquer, punta de la Galera                                      | 41° 07′ 56″ N, 1° 23′ 41″ E / 41.13222°N,1.39484°E   | IPA-46516     | Far de Torredembarra · Vegeu més fotos d'aquest monument · Carregueu una nova foto d'aquest monument                                        |

## Vespella de Gaià
| Monument                                                 | Protecció    | Estil/època        | Localització                                               | Coordenades                                          | Codi?         | Imatge |
| -------------------------------------------------------- | ------------ | ------------------ | ---------------------------------------------------------- | ---------------------------------------------------- | ------------- | --- |
| Castell de Vespella i església parroquial de Sant Miquel | BCIN 1743-MH | Medieval, XVI-XVII | Vespella de Gaià Nucli històric                            | 41° 12′ 16″ N, 1° 21′ 35″ E / 41.204494°N,1.359786°E | RI-51-0006783 | Castell de Vespella (Vespella de Gaià) · Vegeu més fotos d'aquest monument · Carregueu una nova foto d'aquest monument |
| Can Virgili                                              |              | Obra popular XII   | Vespella de Gaià Esplanada del turó del castell            | 41° 12′ 15″ N, 1° 21′ 36″ E / 41.204292°N,1.359941°E | IPA-12611     | Can Virgili (Vespella de Gaià) · Vegeu més fotos d'aquest monument · Carregueu una nova foto d'aquest monument         |
| Molí del Cardenal                                        |              | Obra popular XVIII | Vespella de Gaià En un descampat a l'esquerra del riu Gaià | 41° 13′ 21″ N, 1° 21′ 13″ E / 41.222549°N,1.353620°E | IPA-13352     | Carregueu una nova foto d'aquest monument                                                                              |

## Vila-seca
| Monument                                         | Protecció    | Estil/època                    | Localització                                            | Coordenades                                          | Codi?         | Imatge |
| ------------------------------------------------ | ------------ | ------------------------------ | ------------------------------------------------------- | ---------------------------------------------------- | ------------- | --- |
| Castell de Vila-seca de Solcina                  | BCIN 1800-MH | XV, XVIII, XIX                 | Vila-seca Camí del Castell                              | 41° 06′ 53″ N, 1° 08′ 51″ E / 41.114655°N,1.147597°E | RI-51-0006788 | Castell de Vila-seca de Solcina (Vila-seca) · Vegeu més fotos d'aquest monument · Carregueu una nova foto d'aquest monument                  |
| Portal de Sant Antoni                            | BCIN 1801-MH | XVI                            | Vila-seca C. dels Màrtirs - C. de la Verge de la Pineda | 41° 06′ 37″ N, 1° 08′ 46″ E / 41.110373°N,1.146022°E | RI-51-0006789 | Portal de Sant Antoni (Vila-seca) · Vegeu més fotos d'aquest monument · Carregueu una nova foto d'aquest monument                            |
| Torre de l'Abadia                                | BCIN 1802-MH | Medieval, XVII                 | Vila-seca C. Major                                      | 41° 06′ 40″ N, 1° 08′ 44″ E / 41.111115°N,1.145451°E | RI-51-0007312 | Torre de l'Abadia (Vila-seca) · Vegeu més fotos d'aquest monument · Carregueu una nova foto d'aquest monument                                |
| Torre de l'ermita de la Mare de Déu de la Pineda | BCIN 1805-MH | XVI-XVII                       | Vila-seca Carretera TV-3148                             | 41° 05′ 46″ N, 1° 10′ 14″ E / 41.096132°N,1.170643°E | RI-51-0006792 | Torre de l'ermita de la Mare de Déu de la Pineda (Vila-seca) · Vegeu més fotos d'aquest monument · Carregueu una nova foto d'aquest monument |
| Torre del Delme, o Torre de la Guàrdia           | BCIN 1806-MH | XV-XVI                         | Vila-seca C. de Riudoms, 8                              | 41° 06′ 41″ N, 1° 08′ 44″ E / 41.111511°N,1.145618°E | RI-51-0006791 | Torre del Delme (Vila-seca) · Vegeu més fotos d'aquest monument · Carregueu una nova foto d'aquest monument                                  |
| Torres del Mas d'en Ramon                        | BCIN 1807-MH | XV-XVI                         | Vila-seca Camí del Mas Ramon                            | 41° 05′ 33″ N, 1° 05′ 43″ E / 41.092613°N,1.095414°E | RI-51-0006796 | Torres del Mas d'en Ramon (Vila-seca) · Vegeu més fotos d'aquest monument · Carregueu una nova foto d'aquest monument                        |
| Torre del Virgili                                | BCIN 1808-MH | XVI                            | Vila-seca Ctra. TV-3146. Partida del Prat d'Albinyana   | 41° 05′ 49″ N, 1° 11′ 23″ E / 41.096996°N,1.189717°E | RI-51-0006794 | Torre del Virgili (Vila-seca) · Vegeu més fotos d'aquest monument · Carregueu una nova foto d'aquest monument                                |
| Torre d'en Dolça                                 | BCIN 1810-MH | Obra popular XVI               | Vila-seca Camí que surt de la carretera TV-3148         | 41° 05′ 56″ N, 1° 09′ 36″ E / 41.098937°N,1.159935°E | RI-51-0006795 | Torre d'en Dolça (Vila-seca) · Vegeu més fotos d'aquest monument · Carregueu una nova foto d'aquest monument                                 |
| Torre de Mas Carboners                           | BCIN 1811-MH | XVI                            | Vila-seca Ctra. de la Pineda, km 1,5                    | 41° 05′ 41″ N, 1° 10′ 05″ E / 41.094833°N,1.168144°E | RI-51-0006797 | Torre de Mas Carboners (Vila-seca) · Vegeu més fotos d'aquest monument · Carregueu una nova foto d'aquest monument                           |
| Portal de Riudoms                                | BCIN 1917-MH | Obra popular                   | Vila-seca C. Munterols, 9 - C. de les Creus, 8          | 41° 06′ 42″ N, 1° 08′ 41″ E / 41.111761°N,1.144585°E | RI-51-0007319 | Portal de Riudoms (Vila-seca) · Vegeu més fotos d'aquest monument · Carregueu una nova foto d'aquest monument                                |
| Torre de Ca Cervelló                             | BCIN 1918-MH | Obra popular XVI               | Vila-seca C. Riudoms, 2 - C. Major, 11                  | 41° 06′ 41″ N, 1° 08′ 45″ E / 41.111373°N,1.145811°E | RI-51-0007313 | Torre de Ca Cervelló (Vila-seca) · Vegeu més fotos d'aquest monument · Carregueu una nova foto d'aquest monument                             |
| Torre de Ca Poblet                               | BCIN 1919-MH | Obra popular XVI               | Vila-seca C. Riudoms, 22 - Pl. Església, 12             | 41° 06′ 41″ N, 1° 08′ 42″ E / 41.111467°N,1.145079°E | RI-51-0007318 | Torre de Ca Poblet (Vila-seca) · Vegeu més fotos d'aquest monument · Carregueu una nova foto d'aquest monument                               |
| Torre de Casa Malapeira                          | BCIN 1920-MH | Obra popular XVI               | Vila-seca C. Sant Josep, 23 (interior)                  | 41° 06′ 40″ N, 1° 08′ 47″ E / 41.111092°N,1.146292°E | RI-51-0007315 | Torre de Casa Malapeira (Vila-seca) · Vegeu més fotos d'aquest monument · Carregueu una nova foto d'aquest monument                          |
| Torre de Ca l'Estefania Plaza                    | BCIN 1921-MH | Obra popular XV-XVI            | Vila-seca C. Verge de la Pineda, 9                      | 41° 06′ 38″ N, 1° 08′ 45″ E / 41.110691°N,1.145955°E | RI-51-0007314 | Torre de Ca l'Estefania Plaza (Vila-seca) · Vegeu més fotos d'aquest monument · Carregueu una nova foto d'aquest monument                    |
| Torre de la Ramona, o Torre de l'Ira             | BCIN 1922-MH | Obra popular XVI               | Vila-seca C. Verge de la Pineda, 38-40                  | 41° 06′ 35″ N, 1° 08′ 48″ E / 41.109819°N,1.146656°E | RI-51-0007316 | Torre de la Ramona (Vila-seca) · Vegeu més fotos d'aquest monument · Carregueu una nova foto d'aquest monument                               |
| Torre de ca la Tuies del Cafè                    | BCIN 1923-MH | Obra popular                   | Vila-seca C. Sant Antoni, 38                            | 41° 06′ 36″ N, 1° 08′ 42″ E / 41.110047°N,1.144863°E | RI-51-0007317 | Torre Tuies del Cafè (Vila-seca) · Vegeu més fotos d'aquest monument · Carregueu una nova foto d'aquest monument                             |
| Església de Sant Esteve                          | BCIL 1982    | Barroc, Historicisme XVII, XIX | Vila-seca Pl. de l'Església                             | 41° 06′ 40″ N, 1° 08′ 42″ E / 41.111007°N,1.144966°E | IPA-12629     | Església de Sant Esteve (Vila-seca) · Vegeu més fotos d'aquest monument · Carregueu una nova foto d'aquest monument                          |
| Celler del Sindicat Agrícola                     |              | Noucentisme 1919               | Vila-seca C. dels Castillejos, 19                       | 41° 06′ 48″ N, 1° 08′ 52″ E / 41.113396°N,1.147839°E | IPA-12631     | Celler del Sindicat Agrícola (Vila-seca) · Vegeu més fotos d'aquest monument · Carregueu una nova foto d'aquest monument                     |
| Nou Ajuntament de Vila-seca                      |              | Escola de Barcelona 1994-1997  | Vila-seca Pl. de l'Església, 26                         | 41° 06′ 39″ N, 1° 08′ 42″ E / 41.11092°N,1.14488°E   | IPA-46501     | Nou Ajuntament de Vila-seca · Vegeu més fotos d'aquest monument · Carregueu una nova foto d'aquest monument                                  |

## Vilallonga del Camp
| Monument                                               | Protecció    | Estil/època                                 | Localització                                                  | Coordenades                                          | Codi?         | Imatge |
| ------------------------------------------------------ | ------------ | ------------------------------------------- | ------------------------------------------------------------- | ---------------------------------------------------- | ------------- | --- |
| Recinte emmurallat                                     | BCIN 1853-MH | Obra popular XVII                           | Vilallonga del Camp C. Major - C. de la Muralla               | 41° 12′ 38″ N, 1° 12′ 26″ E / 41.210686°N,1.207103°E | RI-51-0006785 | Recinte emmurallat (Vilallonga del Camp) · Vegeu més fotos d'aquest monument · Carregueu una nova foto d'aquest monument                |
| Església parroquial de Sant Martí                      |              | Neoclassicisme XVIII                        | Vilallonga del Camp Pl. de l'Església, 15                     | 41° 12′ 42″ N, 1° 12′ 20″ E / 41.211660°N,1.205673°E | IPA-12613     | Església parroquial de Sant Martí (Vilallonga del Camp) · Vegeu més fotos d'aquest monument · Carregueu una nova foto d'aquest monument |
| Ermita del Roser                                       |              | Obra popular, gòtic XIV, XVI                | Vilallonga del Camp Ctra. del Rourell T-722, km 3             | 41° 13′ 03″ N, 1° 12′ 37″ E / 41.217444°N,1.210270°E | IPA-12614     | Ermita del Roser (Vilallonga del Camp) · Vegeu més fotos d'aquest monument · Carregueu una nova foto d'aquest monument                  |
| Casa Sol                                               |              | Obra popular, eclecticisme XVII, XVIII, XIX | Vilallonga del Camp Pl. de l'Església, 6                      | 41° 12′ 40″ N, 1° 12′ 20″ E / 41.211094°N,1.205640°E | IPA-12615     | Casa Sol (Vilallonga del Camp) · Vegeu més fotos d'aquest monument · Carregueu una nova foto d'aquest monument                          |
| Casa Mestres                                           |              | Obra popular XVII-XVIII                     | Vilallonga del Camp C. de la Muralla, 9                       | 41° 12′ 39″ N, 1° 12′ 21″ E / 41.210896°N,1.205760°E | IPA-12616     | Casa Mestres (Vilallonga del Camp) · Vegeu més fotos d'aquest monument · Carregueu una nova foto d'aquest monument                      |
| Casa d'Albert Mir                                      |              | Obra popular XII-XIV, XVI, XVIII-XIX        | Vilallonga del Camp C. Pere Virgili, 14                       | 41° 12′ 43″ N, 1° 12′ 18″ E / 41.212032°N,1.204931°E | IPA-12617     | Casa d'Albert Mir (Vilallonga del Camp) · Vegeu més fotos d'aquest monument · Carregueu una nova foto d'aquest monument                 |
| Casa Virgili                                           |              | Obra popular XVI                            | Vilallonga del Camp C. Major, 31                              | 41° 12′ 39″ N, 1° 12′ 25″ E / 41.210723°N,1.207071°E | IPA-12618     | Casa Virgili (Vilallonga del Camp) · Vegeu més fotos d'aquest monument · Carregueu una nova foto d'aquest monument                      |
| Casa Reig                                              |              | Obra popular XVII                           | Vilallonga del Camp C. Major, 15                              | 41° 12′ 40″ N, 1° 12′ 24″ E / 41.211077°N,1.206599°E | IPA-12619     | Casa Reig (Vilallonga del Camp) · Vegeu més fotos d'aquest monument · Carregueu una nova foto d'aquest monument                         |
| Casa Solé                                              |              | Obra popular, barroc XVIII                  | Vilallonga del Camp C. Major, 14                              | 41° 12′ 40″ N, 1° 12′ 23″ E / 41.2111°N,1.206446°E   | IPA-12620     | Casa Solé (Vilallonga del Camp) · Vegeu més fotos d'aquest monument · Carregueu una nova foto d'aquest monument                         |
| Casa Serra                                             |              | Neoclassicisme, noucentisme XVIII, XX       | Vilallonga del Camp C. Dr. Fleming, 10 - Portal de Vilallonga | 41° 12′ 42″ N, 1° 12′ 23″ E / 41.211709°N,1.206404°E | IPA-12621     | Casa Serra (Vilallonga del Camp) · Vegeu més fotos d'aquest monument · Carregueu una nova foto d'aquest monument                        |
| Casa Albinyana                                         |              | Obra popular XVII                           | Vilallonga del Camp C. Major, 13 - C. Trull                   | 41° 12′ 41″ N, 1° 12′ 22″ E / 41.211369°N,1.206086°E | IPA-12622     | Casa Albinyana (Vilallonga del Camp) · Vegeu més fotos d'aquest monument · Carregueu una nova foto d'aquest monument                    |
| Mas de la Montoliva                                    |              | Gòtic, modernisme XIV, XIX                  | Vilallonga del Camp Ctra. de la Selva del Camp TV-7223, km 3  | 41° 12′ 31″ N, 1° 11′ 07″ E / 41.208740°N,1.185152°E | IPA-12623     | Carregueu una nova foto d'aquest monument                                                                                               |
| Mas Reig                                               |              | Neoclassicisme XIX                          | Vilallonga del Camp Camí de Mas Reig                          | 41° 13′ 06″ N, 1° 11′ 39″ E / 41.218281°N,1.194146°E | IPA-12624     | Carregueu una nova foto d'aquest monument                                                                                               |
| Mas Llorigó                                            |              | Obra popular XVIII                          | Vilallonga del Camp Camí de Mas Cantó                         | 41° 12′ 57″ N, 1° 11′ 29″ E / 41.215908°N,1.191524°E | IPA-12625     | Carregueu una nova foto d'aquest monument                                                                                               |
| Mas de Cantó                                           |              | Eclecticisme XII, XVIII, XX                 | Vilallonga del Camp Camí de Mas Cantó                         | 41° 13′ 19″ N, 1° 10′ 22″ E / 41.221942°N,1.172721°E | IPA-12626     | Carregueu una nova foto d'aquest monument                                                                                               |
| Mas de Serra                                           |              | Obra popular XVIII-XX                       | Vilallonga del Camp Ctra. de la Selva                         | 41° 12′ 56″ N, 1° 11′ 00″ E / 41.21543°N,1.183299°E  | IPA-12627     | Carregueu una nova foto d'aquest monument                                                                                               |
| Aqüeducte del barranc de les Bruixes, Rec de les Sorts | BCIL 2002    | Obra popular XVII, XIX                      | Vilallonga del Camp Barranc de les Bruixes                    | 41° 13′ 15″ N, 1° 12′ 33″ E / 41.220826°N,1.209266°E | IPA-19780     | Carregueu una nova foto d'aquest monument                                                                                               |
| Museu-Arxiu Doctor Pere Virgili                        | BCIL 2009    | Obra popular XIX                            | Vilallonga del Camp C. Doctor Pere Virgili, 20                | 41° 12′ 44″ N, 1° 12′ 17″ E / 41.212117°N,1.204667°E | IPA-30728     | Museu-Arxiu Doctor Pere Virgili (Vilallonga del Camp) · Vegeu més fotos d'aquest monument · Carregueu una nova foto d'aquest monument   |